# 夜明稲荷神社
夜明稲荷神社（よあけいなりじんじゃ）は、群馬県館林市朝日町にある神社。社名の由来は由緒に見える狐が夜明けに尾を曳き終えた場所であることから。

## 由緒
由緒となる説話は尾曳稲荷神社と等しい。説話の詳細は尾曳稲荷神社の由緒の項を参照。

## 歴史
天文元年（1532年）赤井照光により勧請され、天正年間に榊原康政により再建された。以後の歴代館林城主は入封のつど参拝し、また毎年御供料として蔵米5俵が奉納されていた。
1910年（明治43年）、代官町の長良神社に合祀されたが、当社を信仰する町内の人々などにより旧地に再度祀られた。

## 祭神
- 倉稲魂命[1][4][5]

## ギャラリー

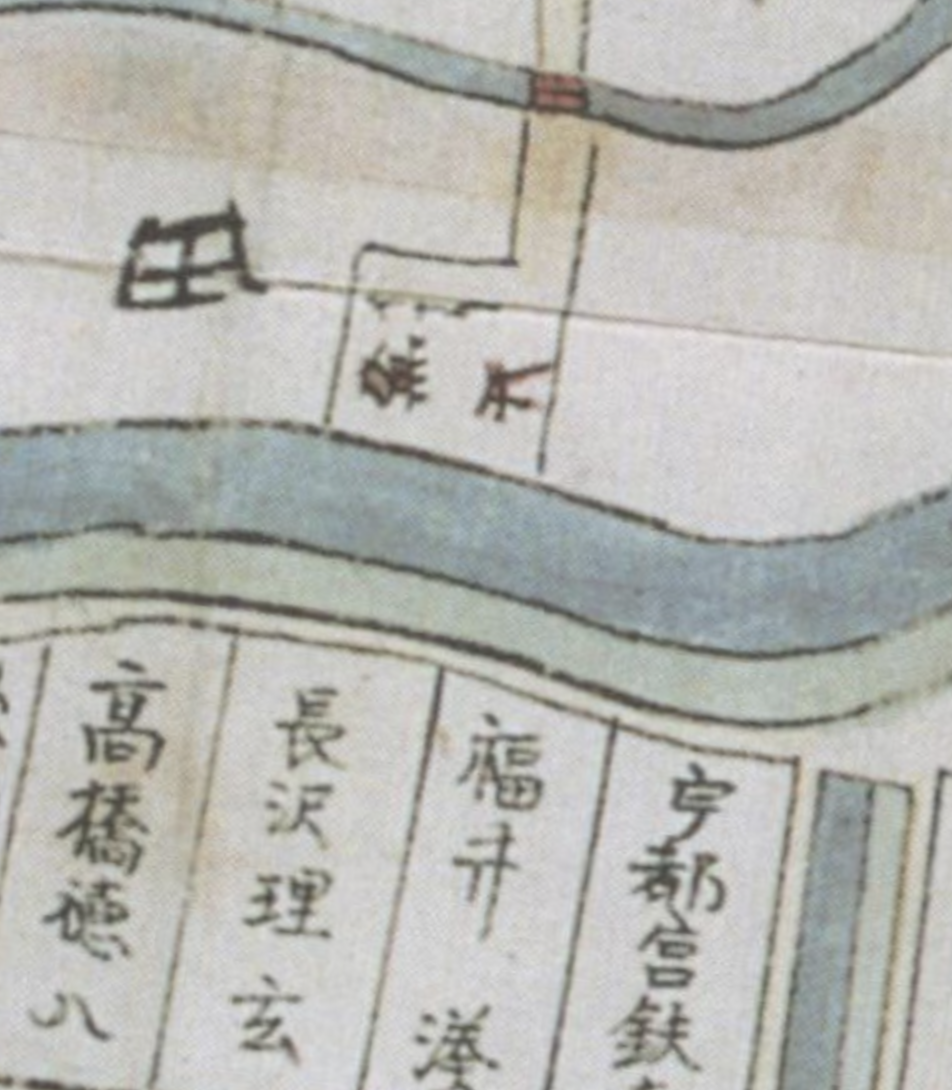
秋元時代の夜明稲荷 堀の向かいに長澤理玄の屋敷が見える
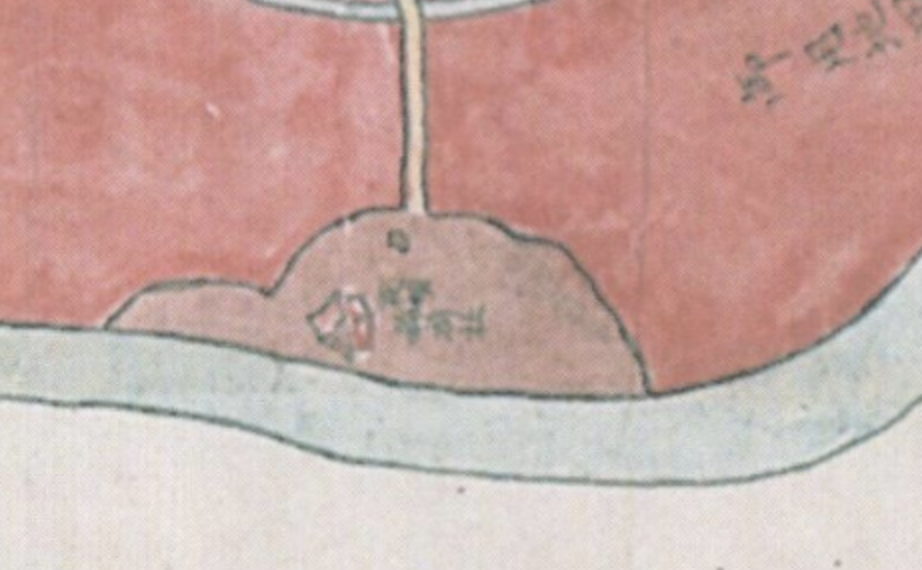
嘉永年間の夜明稲荷
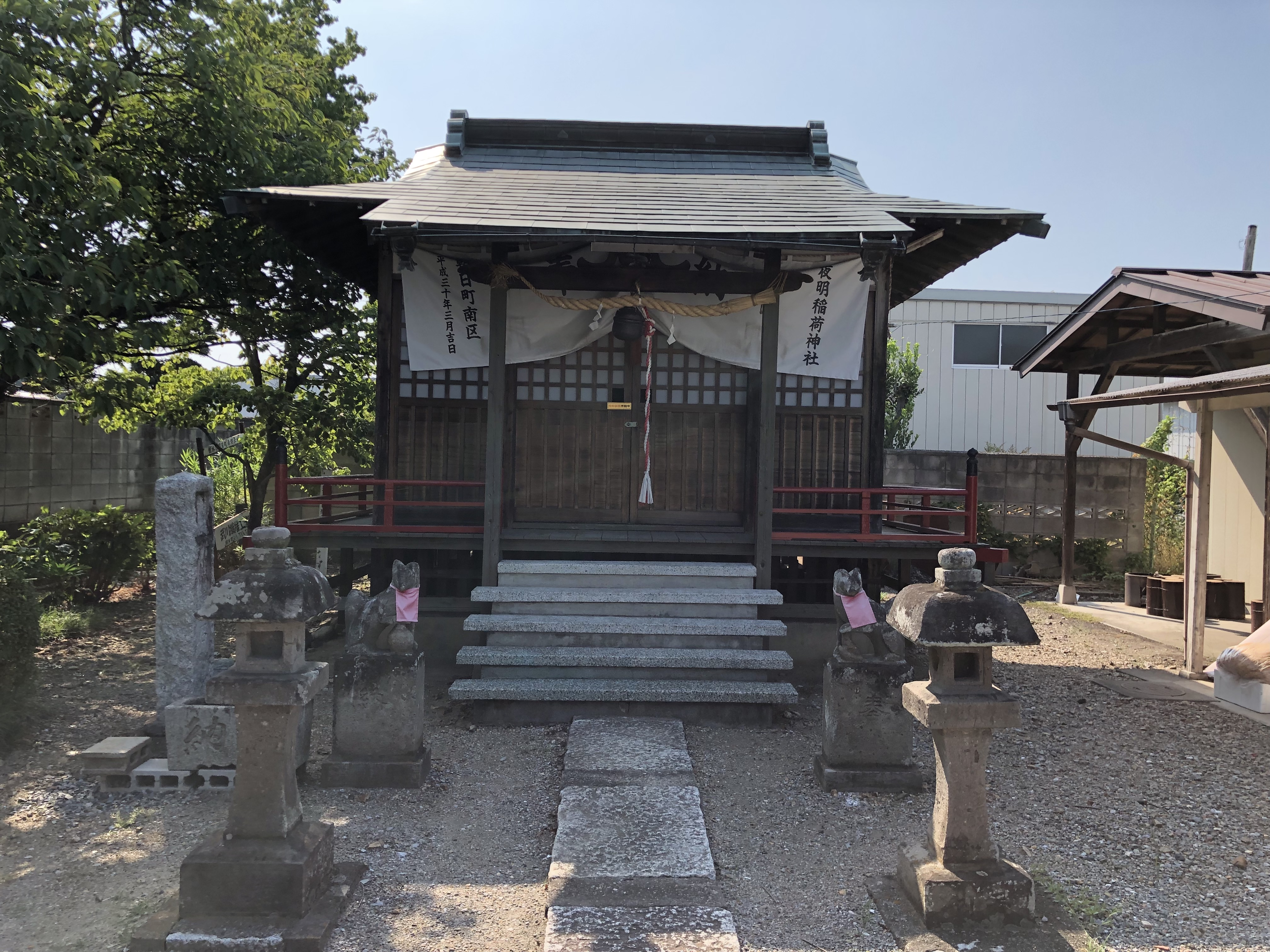
拝殿